# Chlaenius oxygonus
Chlaenius oxygonus är en skalbaggsart som beskrevs av Maximilien de Chaudoir. Chlaenius oxygonus ingår i släktet Chlaenius och familjen jordlöpare. Inga underarter finns listade i Catalogue of Life.